# Brauniet
Het mineraal brauniet is een nesosilicaat dat zowel twee- als driewaardig mangaan bevat met de chemische formule Mn2+Mn3+6SiO12. Vaak voorkomende onzuiverheden zijn ijzer, calcium, boor, barium, titanium, aluminium en magnesium.

## Eigenschappen
Brauniet heeft grijze tetragonale kristallen en heeft een hardheid op de schaal van Mohs van 6 tot 6,5. De gemiddelde dichtheid is 4,76 en het mineraal is noch magnetisch, noch radioactief.

## Naamgeving
Het is genoemd naar een zekere K. Braun die leefde van (1790-1872) in Gotha, Thüringen, Duitsland.

## Voorkomen
Brauniet wordt vooral gevonden in gebieden met hydrothermale activiteit alsook in sedimentaire en metamorfe gesteenten. Een variant die calcium en ijzer bevat, brauniet II (volgens de chemische formule Ca(Mn3+,Fe3+)14SiO24), is in 1967 ontdekt in de Kalahariwoestijn, Zuid-Afrika.